# Chevrolet Avalanche
Chevrolet Avalanche – samochód osobowy typu pickup klasy pełnowymiarowej produkowany pod amerykańską marką Chevrolet w latach 2001 – 2013.

## Pierwsza generacja

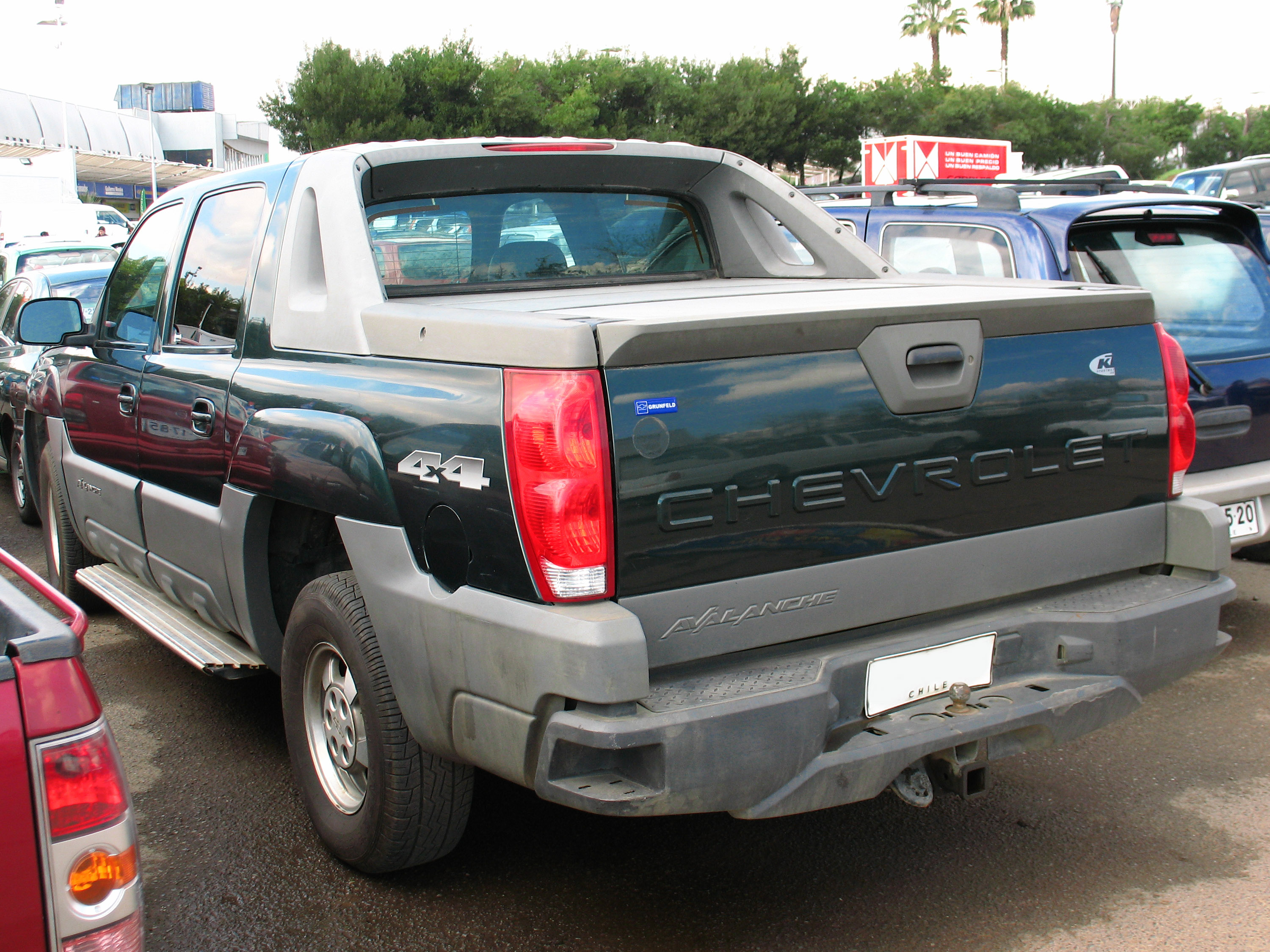
Chevrolet Avalanche I - tył

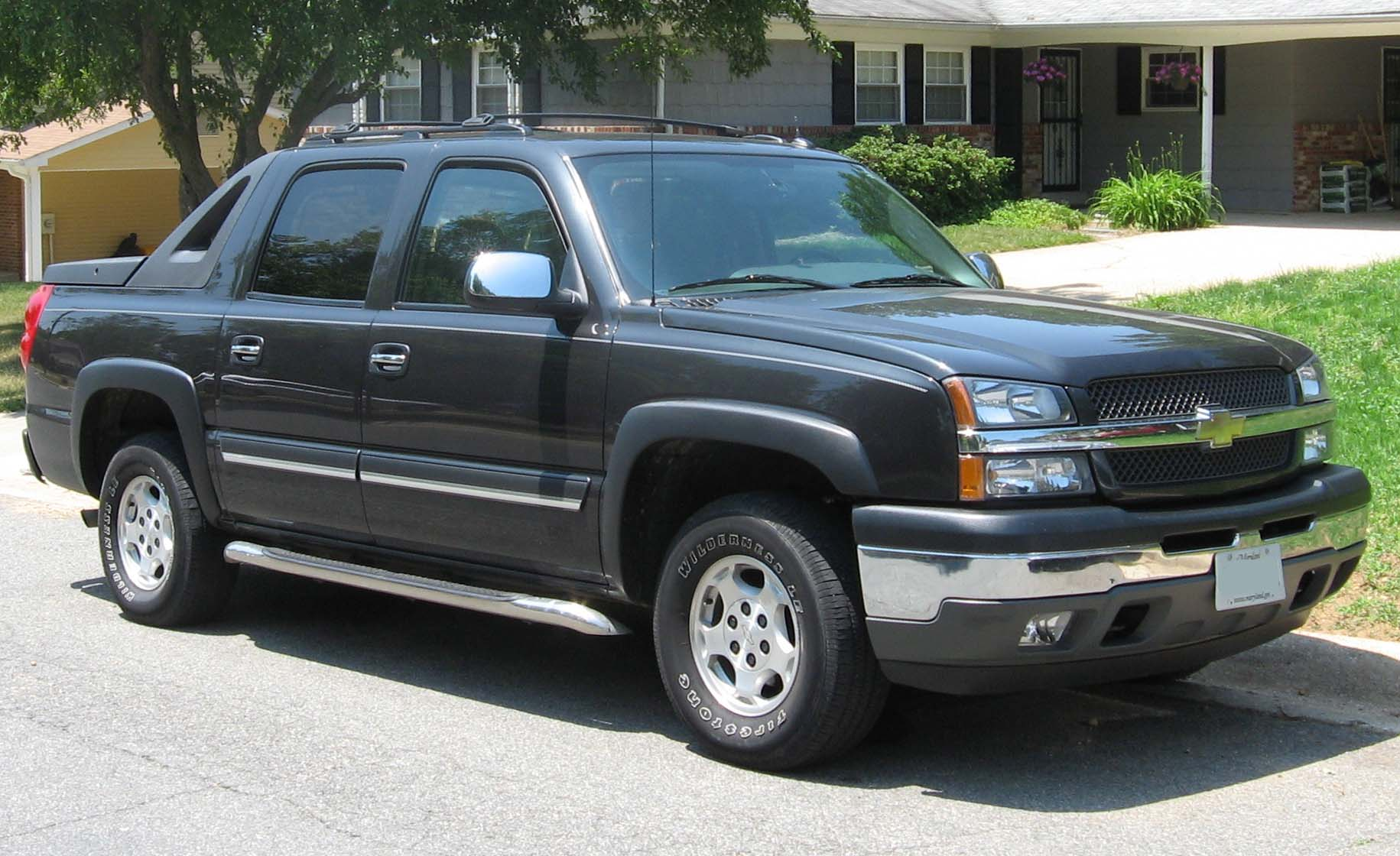
Chevrolet Avalanche I po liftingu

Chevrolet Avalanche I został zaprezentowany po raz pierwszy w 2001 roku.
Model Avalanche poszerzył ofertę pełnowymiarowych, największych pojazdów w portfolio Chevroleta opartych na platformie GMT805 jako bardziej rodzinna i komfortowa alternatywa dla pickupa Silverado, a zarazem przystępniejsza cenowo odmiana bliźniaczego Cadillaka Escalade'a EXT. Koncepcję Silverado Chevrolet reklamował jako UUV, czyli Ultimate Utility Truck.
Pierwsza generacja wyróżniała się podwójnymi reflektorami przedzielonymi szeroką, chromowaną poprzeczką, a także 4-drzwiową kabiną pasażerską i charakterystycznymi wspornikami łączącymi dach z krawędziami przedziału transportowo-bagażowego.

### Lifting
W 2002 roku Chevrolet Avalanche pierwszej generacji przeszedł drobną restylizację, która przyniosłą zmiany w wyglądzie przedniego zderzaka oraz drobne modyfikacje w kształcie prawędzi reflektorów.

### Silniki
- V8 5.3l LM7
- V8 5.3l L59
- V8 8.1l L18

## Druga generacja

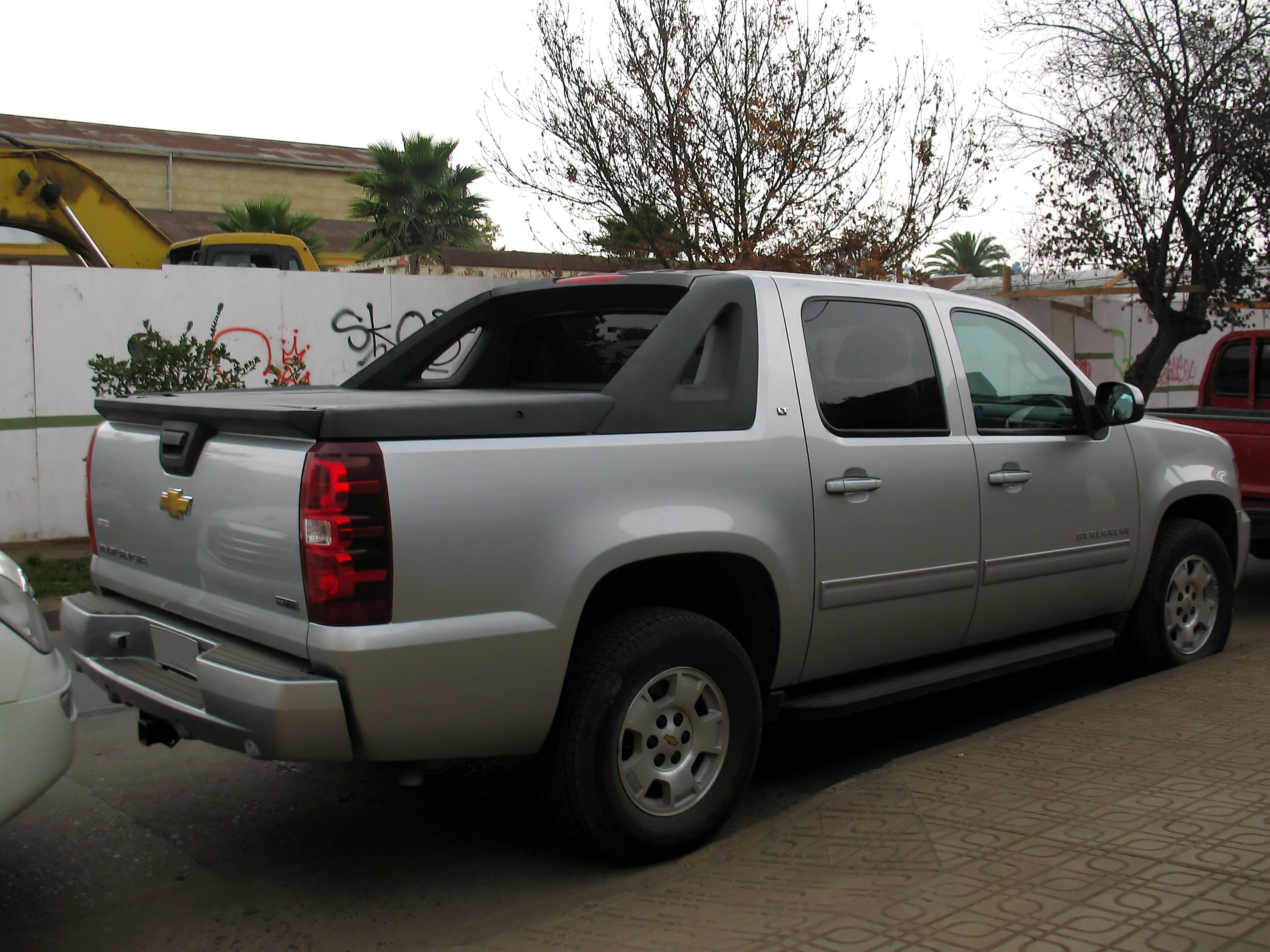
Chevrolet Avalanche II - tył

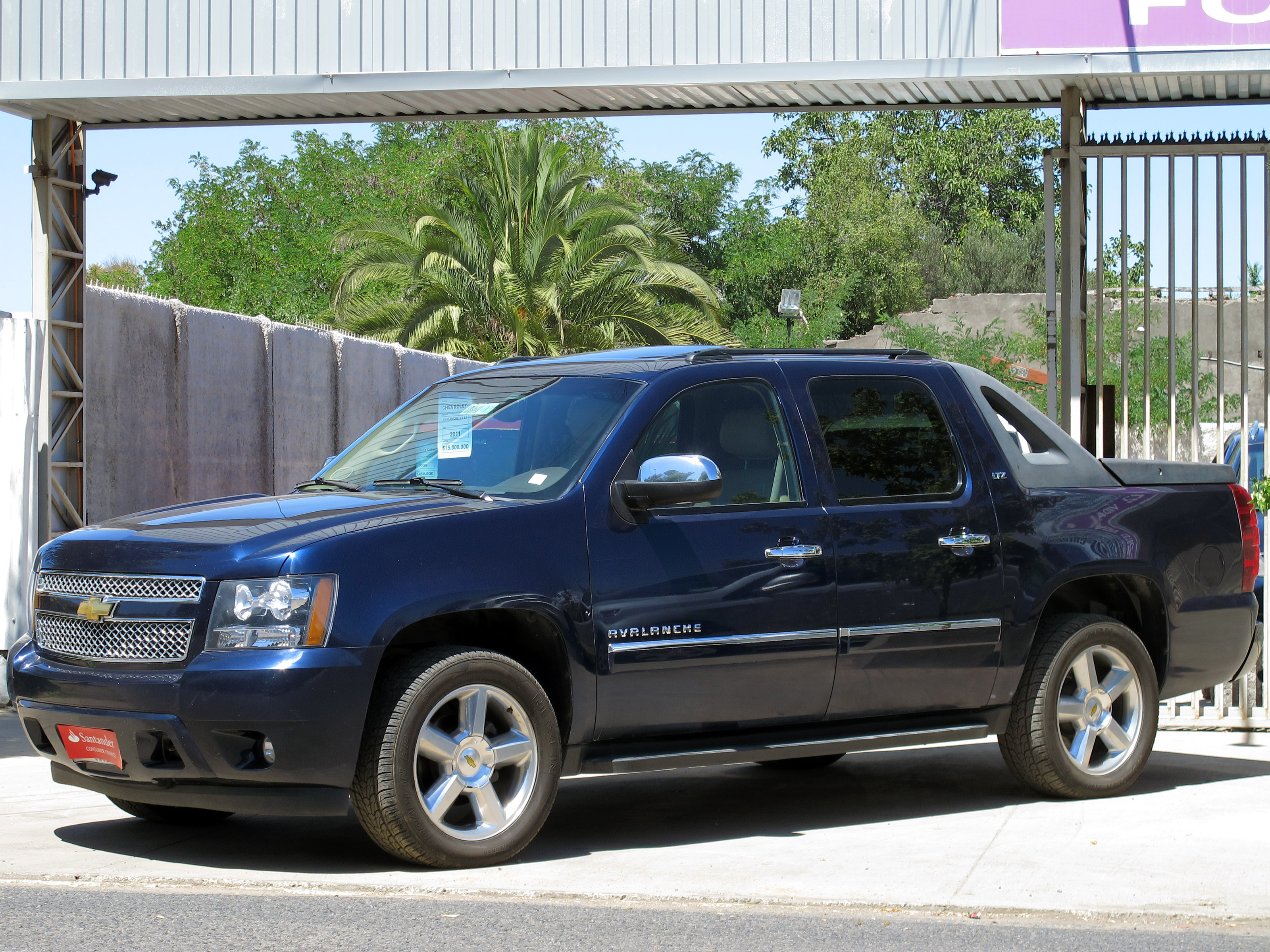
Chevrolet Avalanche II LTZ

Chevrolet Avalanche II został zaprezentowany po raz pierwszy w 2006 roku.
Druga generacja Avalanche powstała na nowej generacji platformy General Motors o nazwie GMT941 dedykowanej dla największych, pełnowymiarowych SUV-ów i pickupów w ofercie Chevroleta, Cadillaka i GMC. 
Tym razem samochód zyskał bardziej kanciaste proporcje nadwozia, zyskując duże, prostokątne jednoczęściowe reflektory, a także większą atrapę chłodnicy przedzieloną tym razem poprzeczką w kolorze nadwozia. Ponadto zachowano charakterystyczne cechy wyglądu poprzednika w postaci poprzeczek łączących krawędź dachu z przedziałem transportowo-bagażowym.
Produkcja Chevroleta Avalanche zakończyła się w kwietniu 2013 roku, tym razem bez prezentacji następcy. Decyzja ta była motywowana niewystarczającą sprzedażą, skupiając się odtąd już jedynie na modelu Silverado.

### Silniki
- V8 5.3l LY5
- V8 5.3l LMG
- V8 5.3l LC9
- V8 6.0l L76